# Hunga lifouana
Espèce
Hunga lifouana est une espèce de plantes à fleurs de la famille des Chrysobalanaceae. C'est un arbre endémique à la Nouvelle-Calédonie et aux îles Loyauté.

## Synonyme
Licania lifouana Däniker

## Description
- Arbre de 15 à 20 m de haut[1].
- Fleurs blanchâtres sur des inflorescences velues, terminales ou axillaires[2].

## Répartition
Endémique à la forêt dense sur substrat ultramafique et sur calcaire, sur deux sites très distincts:
- Tiébaghi à l'ouest de la Grande Terre en Nouvelle-Calédonie
- Lifou dens les îles Loyauté [2].